# 2638 Gadolin
A 2638 Gadolin (ideiglenes jelöléssel 1939 SG) a Naprendszer kisbolygóövében található aszteroida. Yrjö Väisälä fedezte fel 1939. szeptember 19-én.